# Michael Gladis
Michael James Gladis (Houston, Texas, 30 de agosto de 1977) é um ator estadunidense. Ele é mais conhecido por seu papel como Paul Kinsey na série de televisão Mad Men.

## Início da vida
Michael foi criado em uma pequena cidade chamada Farmington em Connecticut, filho de um executivo de vendas e marketing. Ele se formou em Farmington High School no ano de 1995. A inspiração para uma vida de ator originou o tempo que passou voluntariado para produções de teatro na Miss Porter's School, a escola internacionalmente conhecida por todas as meninas na cidade, onde ele sabia que atores do sexo masculino eram necessários. Ele começou a sua carreira universitária na Escola de Design SUNY Arte na  Alfred University antes de se transferir para a Universidade Estadual de Nova York em New Paltz, da qual ele ganhou um BA em teatro em 1999.
Em 2011 participou da série House MD na 7.ª temporada no episódio "Medico da Família".